# George F. Williams

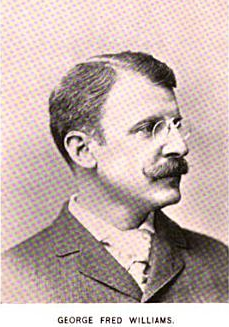
George F. Williams

George Fred Williams (* 10. Juli 1852 in Dedham, Norfolk County, Massachusetts; † 11. Juli 1932 in Brookline, Massachusetts) war ein US-amerikanischer Politiker. Zwischen 1891 und 1893 vertrat er den Bundesstaat Massachusetts im US-Repräsentantenhaus.

## Werdegang
George Williams besuchte zunächst private Schulen. Danach absolvierte er im Jahr 1868 die Dedham High School und 1872 das Dartmouth College in Hanover (New Hampshire). Er studierte dann in Deutschland an der Universität Heidelberg und der Friedrich-Wilhelms-Universität zu Berlin. In seiner Heimat arbeitete er für einige Zeit als Lehrer und dann als Zeitungsreporter in Boston. Außerdem wurde er Mitglied im Schulausschuss von Dedham. Nach einem Jurastudium und seiner 1875 erfolgten Zulassung als Rechtsanwalt begann er in Boston in diesem Beruf zu praktizieren. Außerdem verlegte er einige juristische Jahrbücher. Gleichzeitig schlug er als Mitglied der Demokratischen Partei eine politische Laufbahn ein. Im Jahr 1890 war er Abgeordneter im Repräsentantenhaus von Massachusetts.
Bei den Kongresswahlen des Jahres 1890 wurde Williams im neunten Wahlbezirk von Massachusetts in das US-Repräsentantenhaus in Washington, D.C. gewählt, wo er am 4. März 1891 die Nachfolge von John W. Candler antrat. Da er im Jahr 1892 nicht bestätigt wurde, konnte er bis zum 3. März 1893 nur eine Legislaturperiode im Kongress absolvieren. In den Jahren 1895, 1896 und 1897 war er erfolgloser Kandidat seiner Partei für die Gouverneurswahlen in Massachusetts. Ansonsten betätigte er sich als Anwalt in Boston.
In den Jahren 1896, 1900, 1904 und 1908 war Williams Delegierter zu den jeweiligen Democratic National Conventions. Er nahm auch an verschiedenen regionalen Parteitagen der Demokraten in Massachusetts teil. Von 1913 bis 1914 war er als Nachfolger von Jacob Gould Schurman amerikanischer Gesandter in Griechenland und Montenegro. Danach setzte er bis 1930 seine Anwaltstätigkeit fort. Er starb am 11. Juli 1932 in Brookline nahe Boston.